# Jean-Ernest Ramez
Jean-Ernest Ramez, né le 15 mai 1932 à Prisches et mort le 17 novembre 2020 à Échirolles, est un sabreur français.

## Carrière
Jean-Ernest Ramez participe au tournoi de sabre par équipe des Jeux olympiques d'été de 1964 à Tokyo, terminant quatrième. Il est médaillé de bronze par équipe aux Championnats du monde d'escrime 1965 à Paris et aux Championnats du monde d'escrime 1967 à Montréal. Aux Jeux olympiques d'été de 1968 à Mexico, il se classe à la quatrième place au tournoi par équipe.